# Józef z Nazaretu

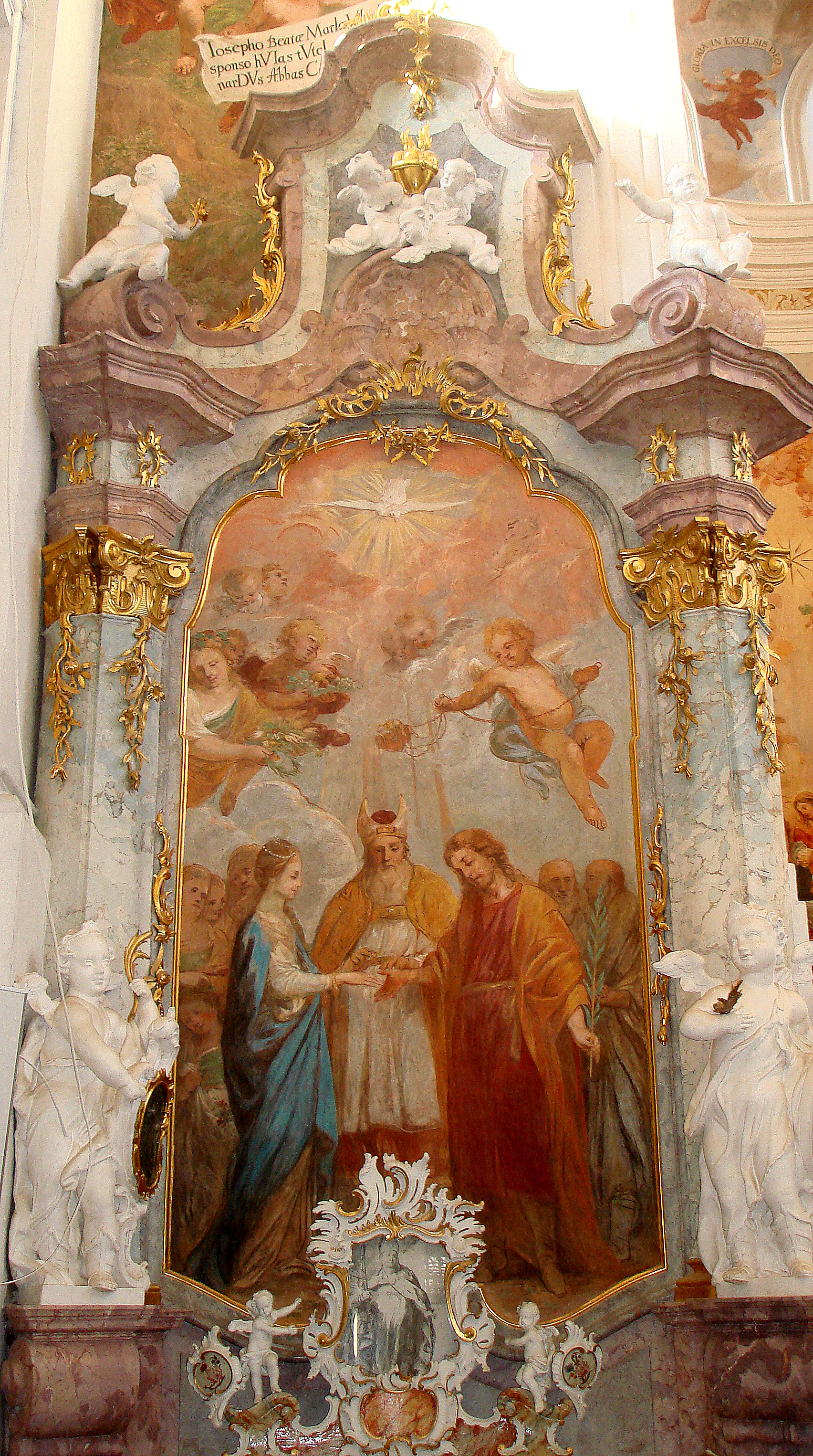
Zaślubiny św. Józefa z Maryją (Michał Willmann, kościół bracki św. Józefa w Krzeszowie)

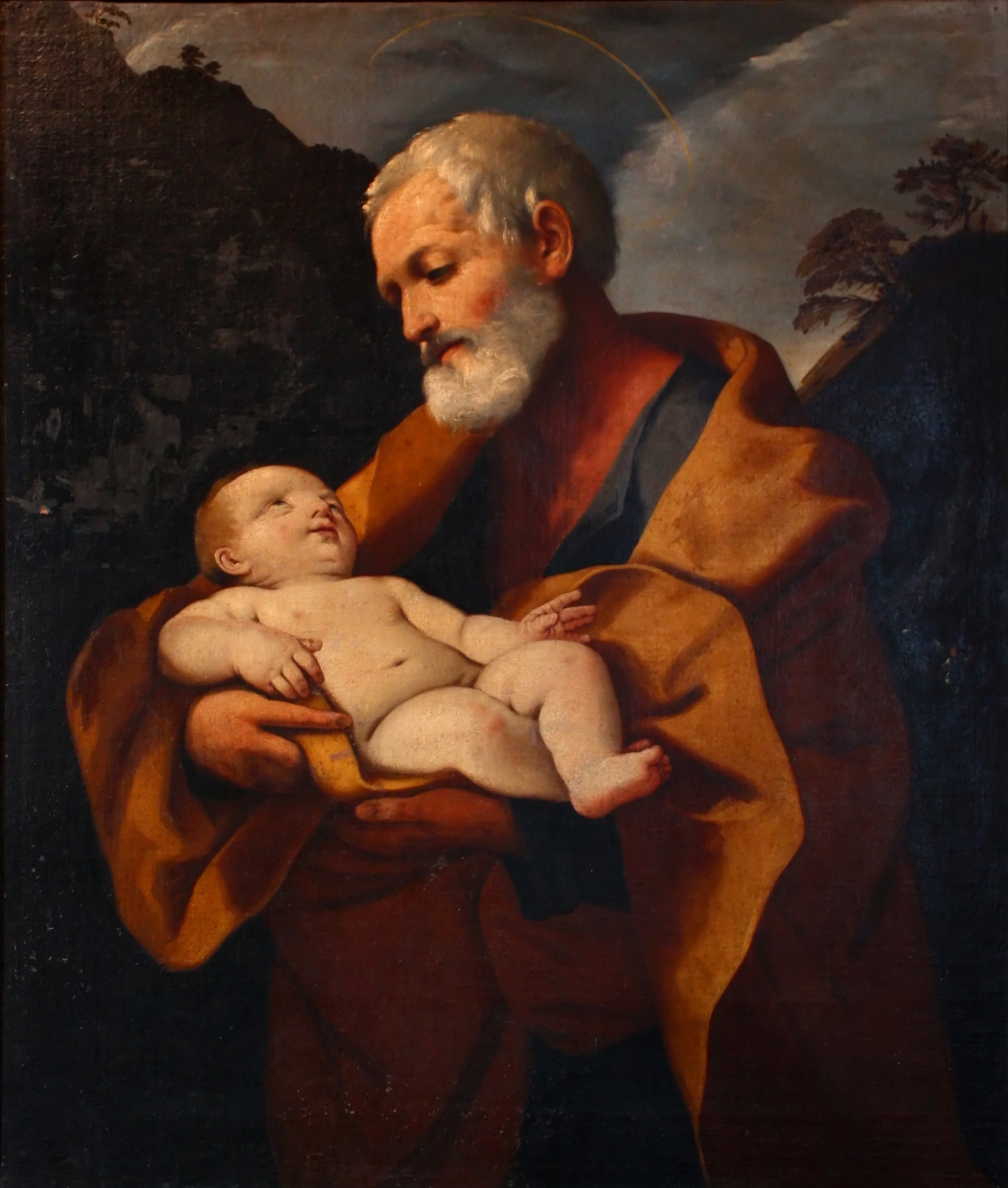
Józef z Dzieciątkiem Jezus

Józef z Nazaretu, hebr. יוֹסֵף, gr. Άγιος Ιωσήφ ο Μνήστωρ, cs. Prawiednyj Iosif Obrucznik, Sprawiedliwy – małżonek Marii z Nazaretu, tradycyjnie nazywany jej Oblubieńcem, opiekun Świętej Rodziny, święty Kościoła powszechnego, uznany za patrona chrześcijańskich małżeństw, rodzin oraz ludzi pracy i dobrej śmierci, częstokroć porównywany do Abrahama.

## Życiorys

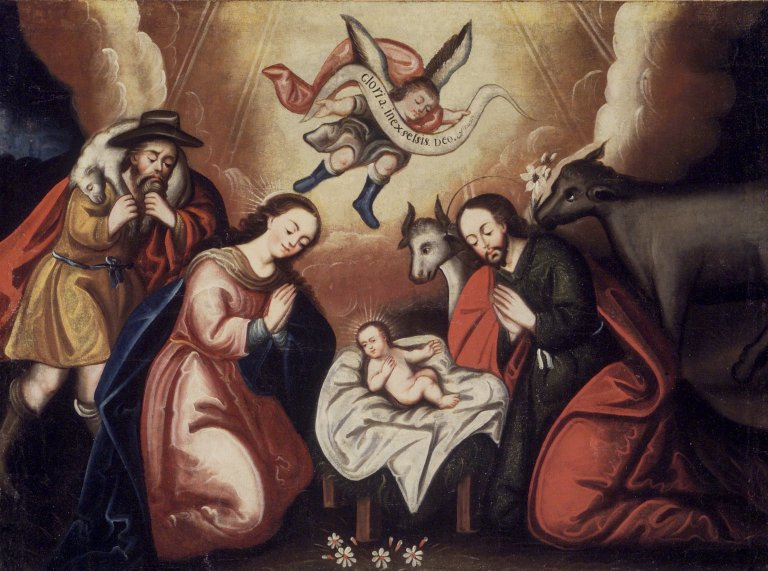
Narodzenie Pańskie – obraz szkoły peruwiańskiej (Cuzco)

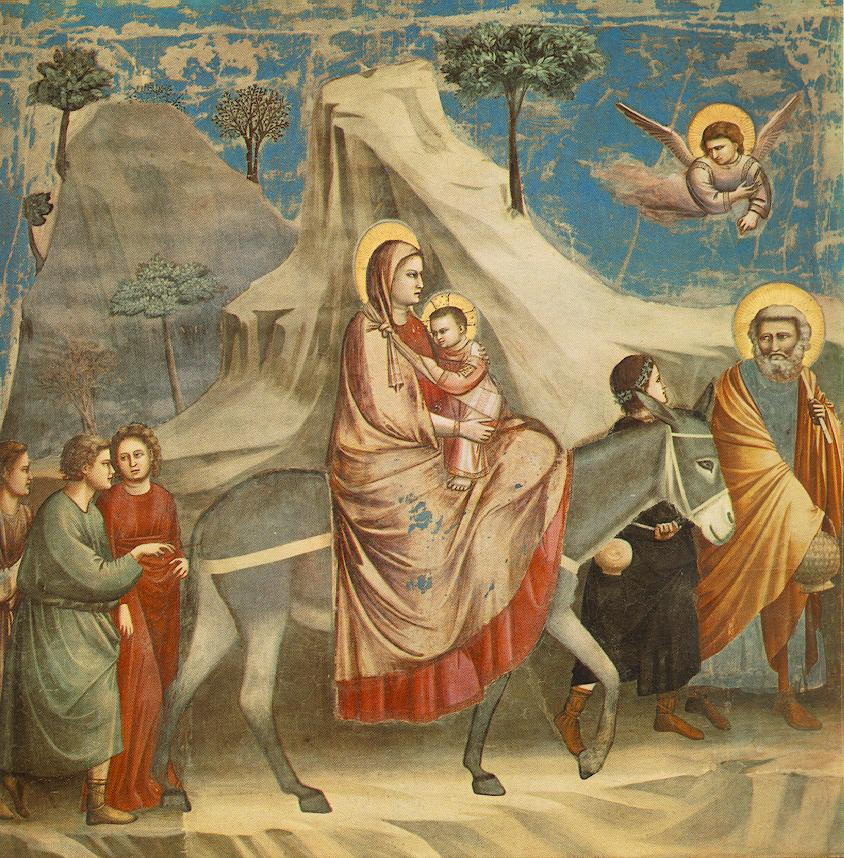
Ucieczka do Egiptu – Giotto

Głównymi źródłami wiedzy o świętym Józefie są Ewangelie, ale mówią o nim także niektóre apokryfy, np. Protoewangelia Jakuba, Ewangelia Dzieciństwa Tomasza, Historia Józefa Cieśli. Ewangelie Mateusza i Łukasza podają dwa różne rodowody Józefa; według obu Józef wywodził się z rodu króla Dawida z pokolenia Judy. Według tradycji chrześcijańskiej Mateusz (rozdz. 1) podaje rodowód św. Józefa, a Łukasz (rozdz. 3) rodowód Maryi.
Ewangelia wg św. Mateusza podaje, że św. Józef jest synem „Jakuba” (Mt 1,16); Jednak św. Łukasz w swojej Ewangelii twierdzi, że ojcem Józefa był „Heli” (Łk 3,23). Apologeta Jimmy Akin podaje takie oto prawdopodobne wyjaśnienie, przyjmowane przez wielu biblistów: 
```
Żyjący w drugim wieku po Chrystusie historyk Sekstus Juliusz Afrykański, urodzony w Izraelu, zapisuje informacje przekazane przez współczesnych mu członków rodziny Chrystusa. Według genealogii rodzinnej dziadek Józefa, Mattan (wspomniany przez ewangelistę Mateusza) ożenił się z kobietą o imieniu Esta, która urodziła mu syna o imieniu Jakub. Po śmierci Mattana Esta wyszła za mąż za jego krewnego, Melchiego (wzmiankowanego w Ewangelii wg św. Łukasza) i urodziła mu syna imieniem Heli (w tym czasie wśród Żydów często zdarzało się, że krewni poślubiali wdowy po zmarłych członkach swojej rodziny). Jakub i Heli byli więc przyrodnimi braćmi. Heli zmarł bezdzietnie, więc Jakub poślubił wdowę po nim i był biologicznym ojcem Józefa, który według prawa był synem Helego (Euzebiusz, „Historia kościelna”, 1, 6, 7).
[
1
]
```

Według apokryfów przed małżeństwem z Marią Józef poślubił Salomę (lub Eschę), z którą miał doczekać się synów Jakuba i Judę Tadeusza (apokryf Opowiadanie o Józefie cieśli wymienia jeszcze Szymona i Józefa/Justusa) oraz 2 córki: Lizję i Lidię. Owdowiawszy, Józef poślubił Marię. Zgodnie z proroctwem arcykapłan ogłosił, że wszyscy nieżonaci mężczyźni z domu i z rodu Dawida, odpowiedni do małżeństwa, mają złożyć swoje różdżki na ołtarzu. Czyja zaś różdżka po złożeniu zakwitnie, a na końcu jej ukaże się Duch Pański w postaci gołębicy, temu Dziewica powinna być powierzona i przez tego poślubiona.
Po zaślubinach Matki (Jezusa), Marii, z Józefem, wpierw nim zamieszkali razem, znalazła się brzemienną za sprawą Ducha Świętego (Mt 1,18). Józef chciał potajemnie oddalić Marię by ocalić ją przed ukamienowaniem (taka kara groziła w Izraelu za domniemane cudzołóstwo), ponieważ wiedział, że nie jest ojcem dziecka, jednak we śnie otrzymał nakaz, aby przyjąć ją do siebie. Józef przyjął więc Marię do swego domu w Nazarecie w Galilei. Biblia nie podaje wieku Józefa, ani Marii w dniu ich zaślubin. Według objawień prywatnych, jakich doznała María z Ágredy opisanych w książce Mistyczne miasto Boże, Józef poślubiając Marię miał 33 lata, a ona 14. Inne źródła, m.in. Apokryfy Nowego Testamentu, podają „podeszły wiek” Józefa (ok. 80 lat).
Zanim jeszcze urodził się Jezus, ukazało się zarządzenie cesarza Augusta o spisie ludności. Każdy mieszkaniec spisywany był w miejscu swego urodzenia, więc Józef udał się z rodziną w podróż do judzkiego Betlejem, skąd pochodził (Łk 2, 1nn). Gdy dotarli na miejsce, Maria urodziła syna i położyła w żłobie, nie było bowiem dla nich miejsca w gospodzie. Według żydowskiego prawa ojciec dziecka mógł nadać mu imię – czynność ta była uznaniem dziecka za swoje, nadał więc chłopcu imię Jezus. Odtąd był on uważany za ziemskiego ojca Jezusa (czyż nie jest On synem cieśli? Mt 13,55). Józef był świadkiem pokłonu pasterzy Jezusowi, nowo narodzonemu dziecku. Po ośmiu dniach od narodzin obrzezano chłopca, a potem zaniesiono do Jerozolimy, by przedstawić zgodnie z Prawem dziecko w świątyni i złożyć ofiarę wykupującą. Rodzina złożyła ofiarę ubogich – parę synogarlic lub dwa gołębie, co by wskazywało, że nie byli zamożni. Mateusz (Mt 2,nn) zrelacjonował pokłon zamożnych przybyszów (magów, mędrców czy królów) ze Wschodu w Betlejem. Nie wiadomo, ile lat miał wówczas Jezus, ale możliwe jest – sądząc po rozkazie o rzezi niewiniątek, który obejmował dzieci do lat dwóch – że było to właśnie około dwóch lat po narodzinach.
Józef we śnie otrzymał nakaz natychmiastowej ucieczki do Egiptu, by ochronić życie Jezusa. Dopiero po ponownym śnie Józefa, który dowiedział się, że Herod nie żyje, Józef z rodziną powrócił do Nazaretu. Łukasz wspomniał jeszcze Józefa, gdy dwunastoletni Jezus odłączył się od rodziców w Jerozolimie i został przez rodziców odnaleziony w świątyni (Łk 2,42) po trzech dniach poszukiwań. Później ewangelie o Józefie milczą.

## Kult i wzór świętego Józefa

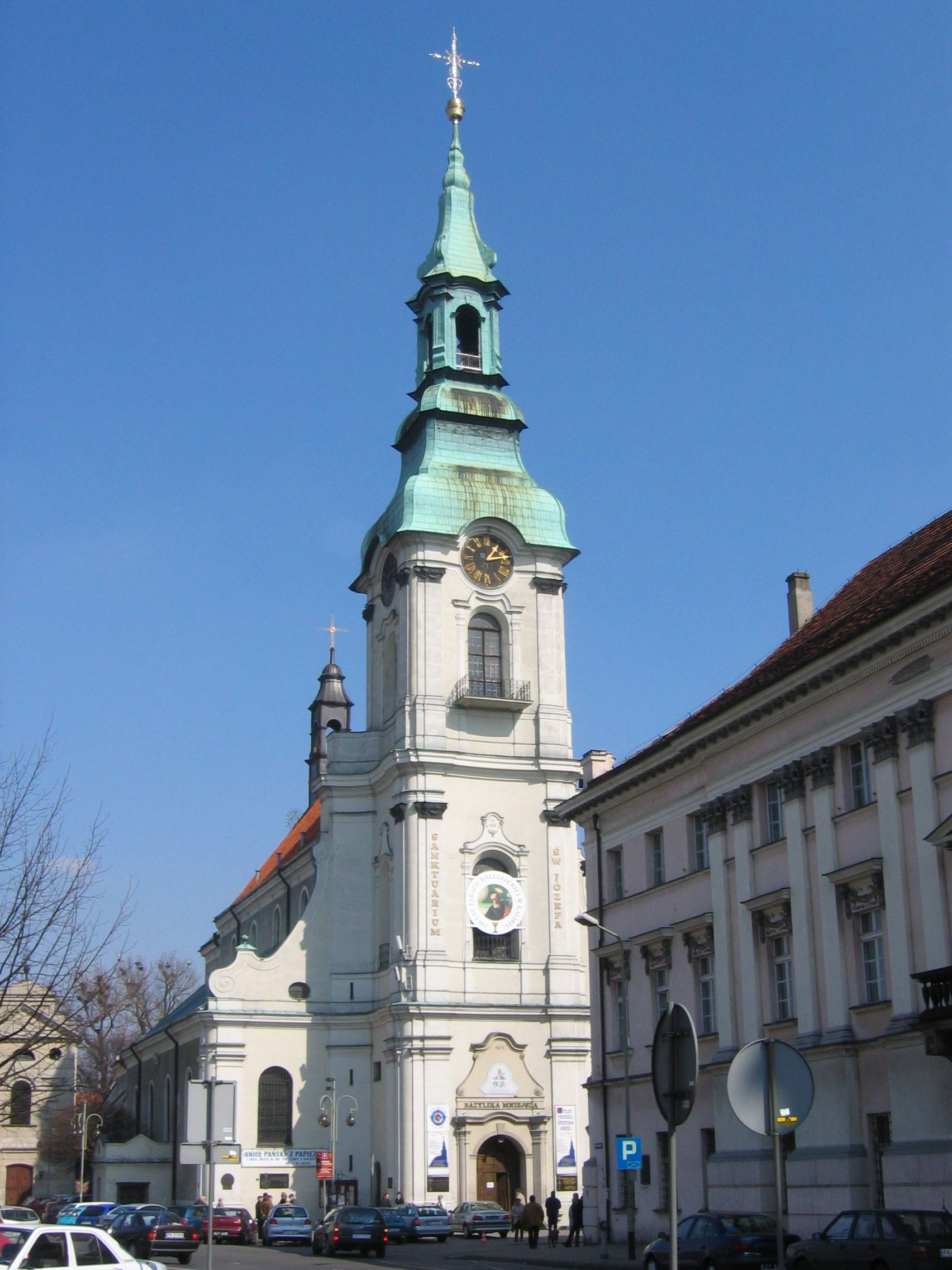
Bazylika kolegiacka Wniebowzięcia Najświętszej Maryi Panny w Kaliszu, sanktuarium św. Józefa

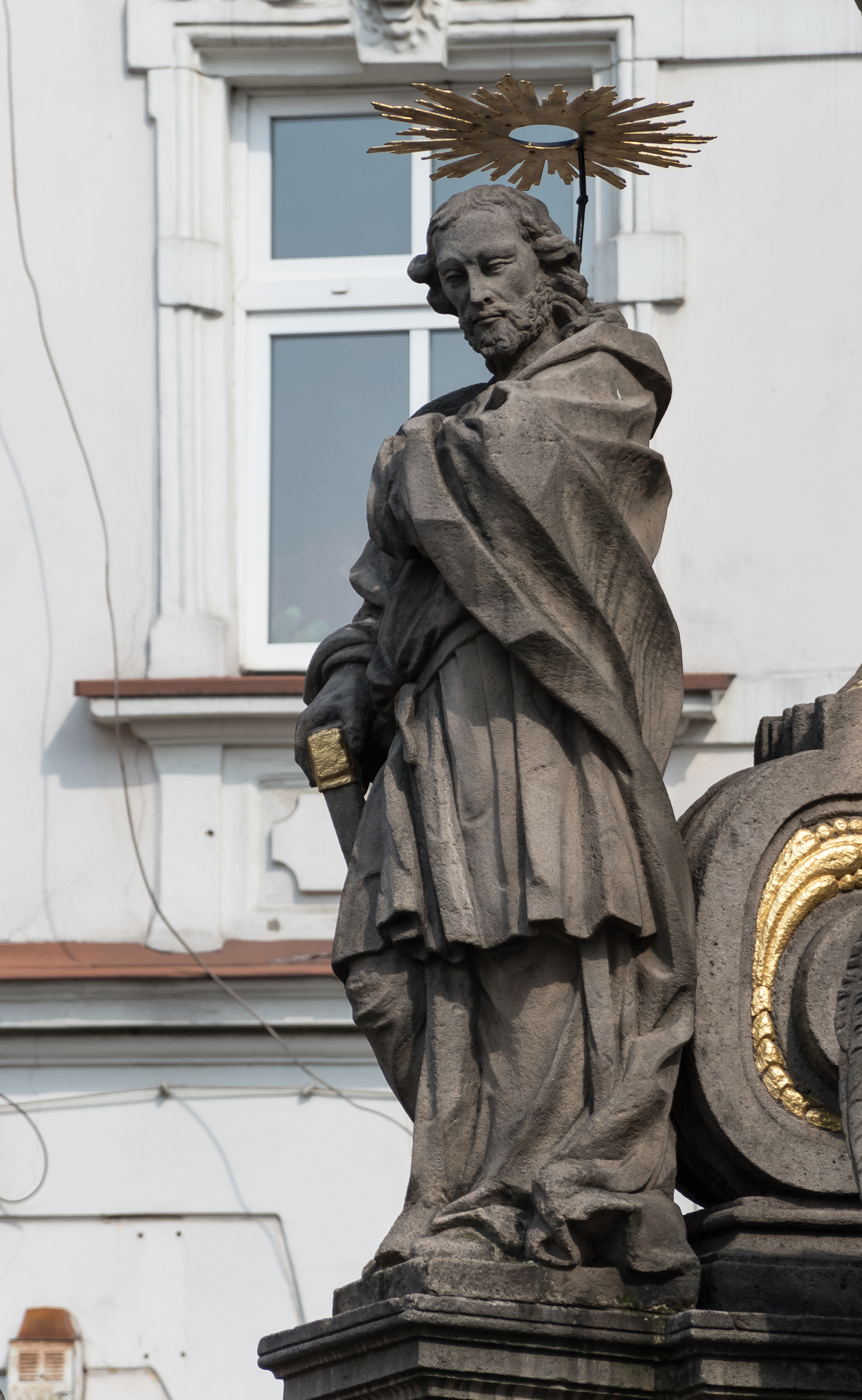
Figura św. Józefa na kolumnie Trójcy Świętej w Bystrzycy Kłodzkiej

Kościół katolicki ukazuje św. Józefa jako wzór takich cnót, jak posłuszeństwo Bogu, wiara, pracowitość, męstwo, sprawiedliwość, czystość, piękna miłość, skromność, ubóstwo, milczenie, opanowanie i inne. Por. ks. Jan Berthier „Kult i naśladowanie Świętej Rodziny”; święty Józef jest wzorem męstwa i paradygmatem ojcostwa. Na jego temat wydawane jest wiele publikacji.
Na całym świecie istnieją ośrodki badawcze prowadzące studia z zakresu józefologii tj. refleksji teologicznej na temat świętego Józefa.
W Polsce m.in. w Kaliszu działa od 1969 Polskie Studium Józefologiczne, a od 1673 tamtejsza bazylika kolegiacka Wniebowzięcia Najświętszej Marii Panny jest narodowym sanktuarium św. Józefa. W 2009 również w Kaliszu miał miejsce X Międzynarodowy Kongres Józefologiczny.
Jako postać biblijna św. Józef jest zwieńczeniem Starego Testamentu. Święty Józef jest doskonale oddany woli Bożej. Jako głowa Świętej Rodziny z Nazaretu, został przez Boga obdarzony wyjątkową łaską i zaufaniem, wyrażającą się w tym, że Bóg powierzył mu Marię i Jezusa – Syna Bożego pod jego opiekę, w związku z tym Kościół katolicki uważa go za postać wyjątkową, godną kultu i naśladowania. Św. Józef przez Kościół katolicki jest ukazywany również jako pogromca duchów piekielnych.

## Patronat
Święty Józef jest patronem wielu świątyń i parafii, a także:
| - Kościoła Powszechnego, - czystości, - rodzin, ojców, kobiet w ciąży, - umierających, - robotników, pracujących, - ubogich, - obu Ameryk i tzw. Nowego Świata, - ekonomistów, | krajów: - Austrii od 1689, - Belgii, - Chin, - Chorwacji, - Czech od 1655, - Hiszpanii od 1679, - Kanady od 1624, - Korei, - Meksyku, - Peru, - Portugalii od 1744, - Wietnamu, | miast: - Krakowa, - Kalisza, - Florencji, - Turynu, - Baton Rouge, - Swarzędza, - Buffalo w Nowym Jorku, - Cheyenne w Wyoming, - Louisville w Kentucky, - Nashville w Tennessee, - San Jose w Kalifornii, - Sioux Falls w Dakocie Południowej, | regionów: - Karyntii, - Styrii, - Tyrolu, - Sycylii, diecezji: - byłej diecezji kujawsko-kaliskiej, - włocławskiej, - łódzkiej, - kaliskiej. |

## Dzień obchodów
W Kościele prawosławnym jego święto przypada w styczniu (niedziela po Narodzeniu Chrystusa), 19 marca obchodzone jest jego święto w Kościołach anglikańskim, ewangelickim i katolickim (święto nakazane).
W Kościele katolickim jest to uroczystość liturgiczna Świętego Józefa, Oblubieńca Najświętszej Marii Panny. Cały marzec jest poświęcony świętemu Józefowi, a dniem tygodnia, w którym się go wspomina, jest środa.
1 maja katolicy obchodzą również wspomnienie Świętego Józefa Rzemieślnika – jest to wspomnienie dowolne, wprowadzone przez Piusa XII w 1955 roku.
W Kościołach mariawickich obchodzone jest ponadto święto Zaślubin Najświętszej Maryi Panny ze św. Józefem – 23 stycznia, a w Kościele Katolickim Mariawitów – święto Opieki św. Józefa obchodzone w III Niedzielę po Wielkanocy.

## Św. Józef w liturgii Kościoła katolickiego

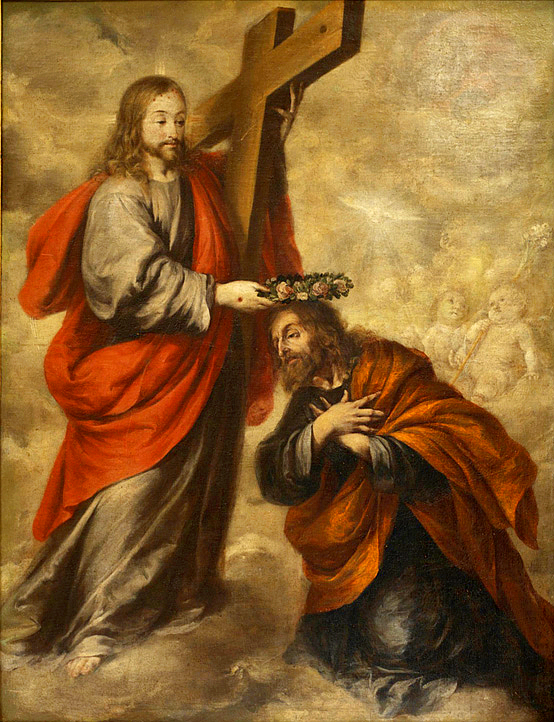
Koronacja św. Józefa – chwała świętości otrzymana z rąk Chrystusa

Liturgiczne święto św. Józefa po raz pierwszy pojawia się w IV wieku w klasztorze św. Saby pod Jerozolimą. W zachodnim chrześcijaństwie zaczęło przyjmować się powoli po VIII wieku. Dopiero papież Sykstus IV w 1479 r. wprowadził je do brewiarza i Mszału Rzymskiego. W XVII wieku Grzegorz XV rozszerzył je na cały Kościół.
Na początku XIX w. przełożeni generalni 43 zakonów oficjalnie złożyli prośbę w Stolicy Apostolskiej o utworzenie nowego święta Opieki świętego Józefa nad Kościołem Chrystusa. W 1847 r. ustanowił je Pius IX, było obchodzone w trzecią niedzielę po Wielkanocy, Pius X podniósł je w 1913 r. do rangi uroczystości I klasy. Natomiast w 1955 r., Pius XII zniósł je, by wprowadzić nowe tej samej klasy tj. Świętego Józefa Rzemieślnika na 1 maja. W 1969 r. reforma liturgiczna zmieniła rangę tego święta do wspomnienia dowolnego.
8 grudnia 1870 r., papież Pius IX ogłosił św. Józefa patronem Kościoła Powszechnego.
18 sierpnia 1889 r. Leon XIII wydał pierwszą w dziejach Kościoła encyklikę o św. Józefie pt. Quamquam pluries (O nabożeństwie do św. Józefa). Papież Pius X zatwierdził Litanię do świętego Józefa do publicznego odmawiania, a w 1919 r. Benedykt XV dodał osobną prefację do Mszy o św. Józefie. Jan XXIII wprowadził imię św. Józefa do Kanonu Rzymskiego. Jan Paweł II 15 sierpnia 1989 r. ogłosił adhortację apostolską Redemptoris Custos o św. Józefie. Franciszek wprowadził imię św. Józefa do drugiej, trzeciej i czwartej modlitwy eucharystycznej zaraz po imieniu Najświętszej Marii Panny.

## Modlitwy do św. Józefa
W Kościele katolickim istnieje wiele modlitw i nabożeństw ku czci św. Józefa w tym m.in.:
- Litania do świętego Józefa;
- Nowenna ku czci św. Józefa;
- Różaniec św. Józefa;
- Koronka do św. Józefa;
- Godzinki o św. Józefie;
- Nabożeństwo do siedmiu boleści i radości św. Józefa;
- Nabożeństwo do opieki św. Józefa;
- Nabożeństwo siedmiu niedziel św. Józefa;
- Nabożeństwo do Przeczystego Serca św. Józefa;
- Telegram do św. Józefa;
- Septenna;
- Święty Płaszcz (Płaszcz św. Józefa);
- Akt poświęcenia św. Józefowi.

## Ikonografia

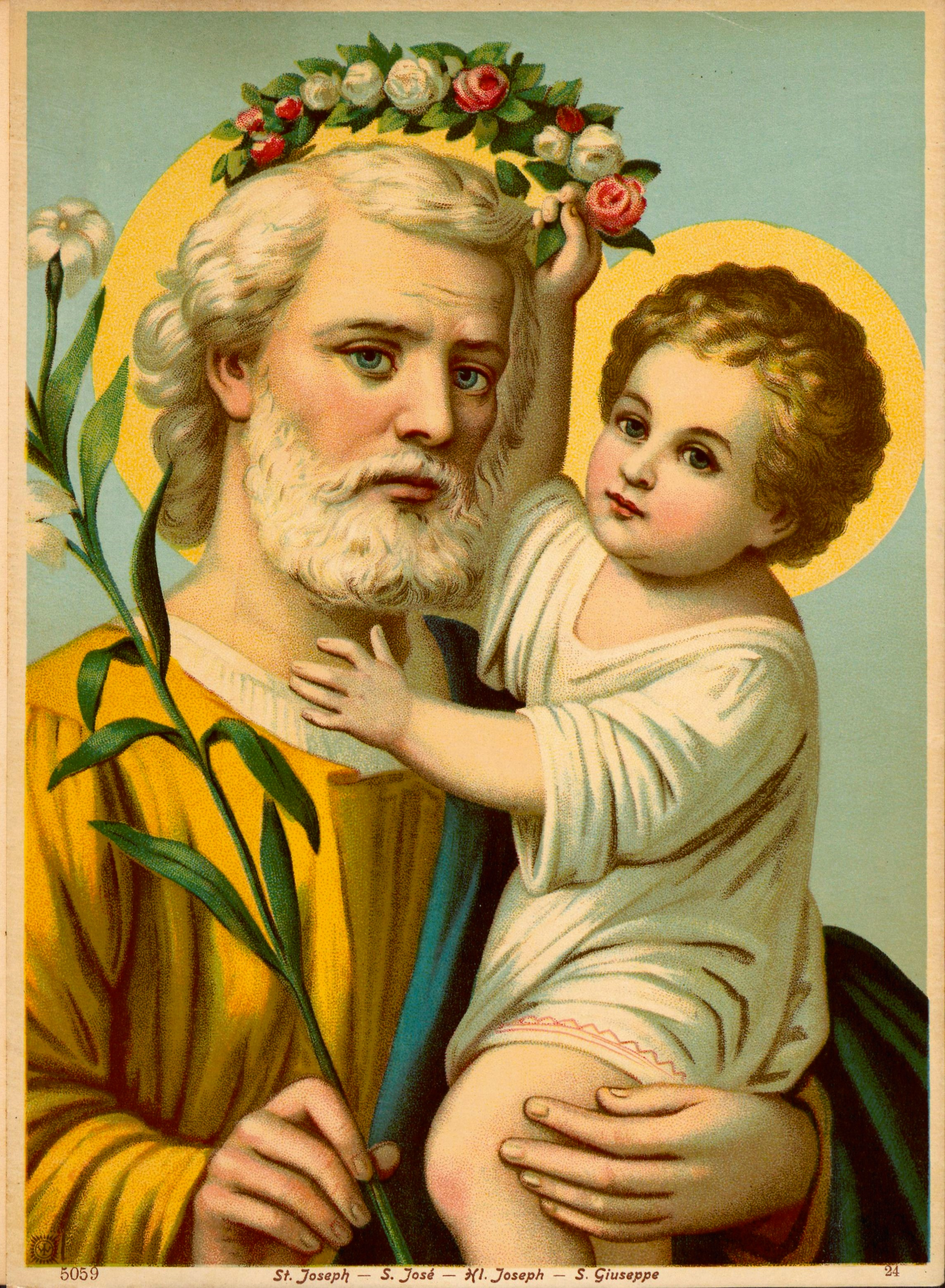
Tradycyjne przedstawienie św. Józefa z Dzieciątkiem Jezus na oleodruku z pocz. XX wieku

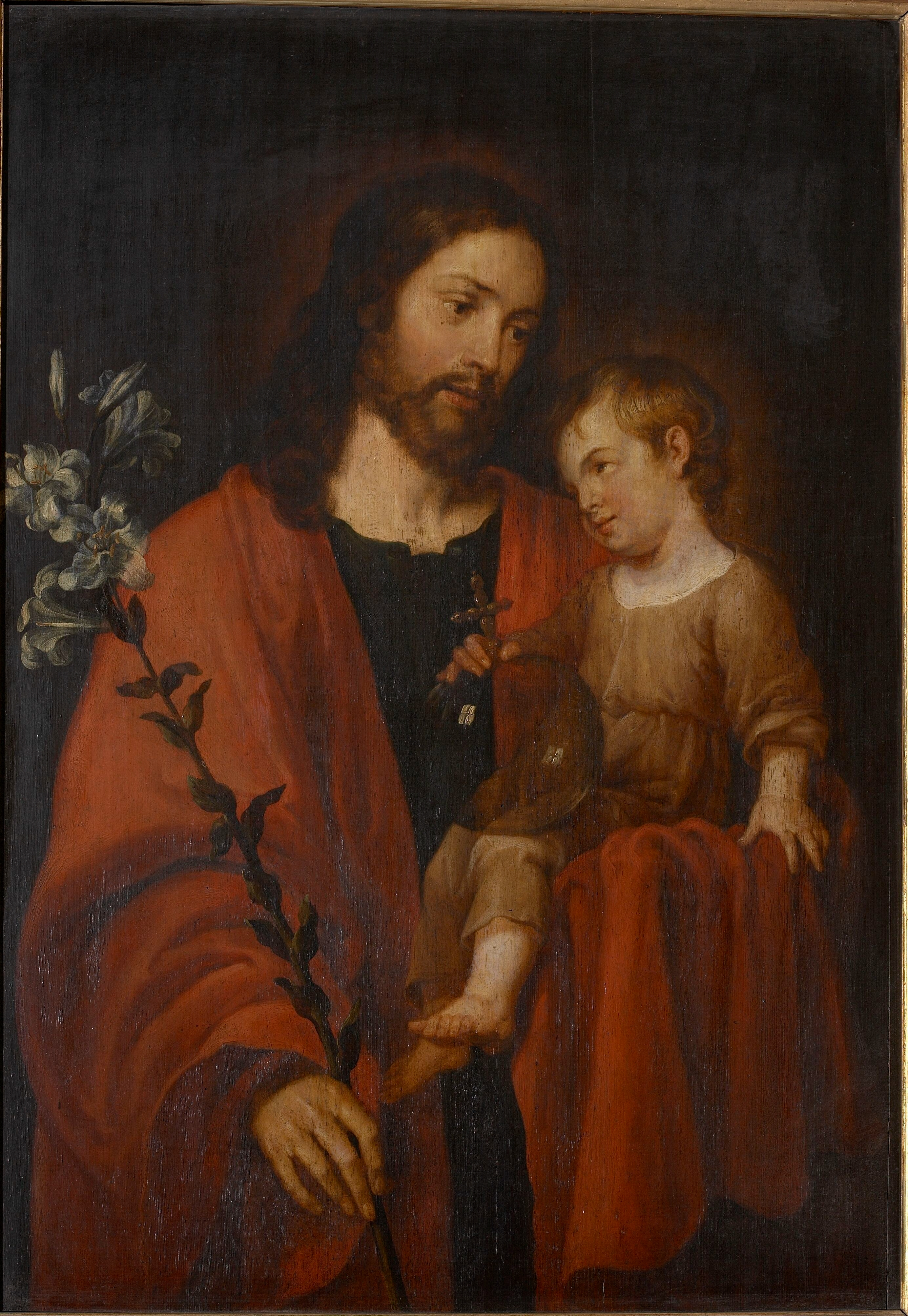
Tradycyjne przedstawienie świętego na obrazie Pietera van Lint'a

W ikonografii Święty Józef przedstawiany jest:
- z Marią i Jezusem – obraz Świętej Rodziny;
- w scenach: w szopce betlejemskiej, ofiarowania w świątyni, przy pokłonie Mędrców ze Wschodu, ucieczki do Egiptu, znalezienia dwunastoletniego Jezusa w świątyni;
- z Jezusem – trzyma Go na ręku lub stoi obok Niego;
- sam z narzędziami cieśli lub lilią – symbolem czystości.